# Ipoxantina-guanina fosforibosil transferasi

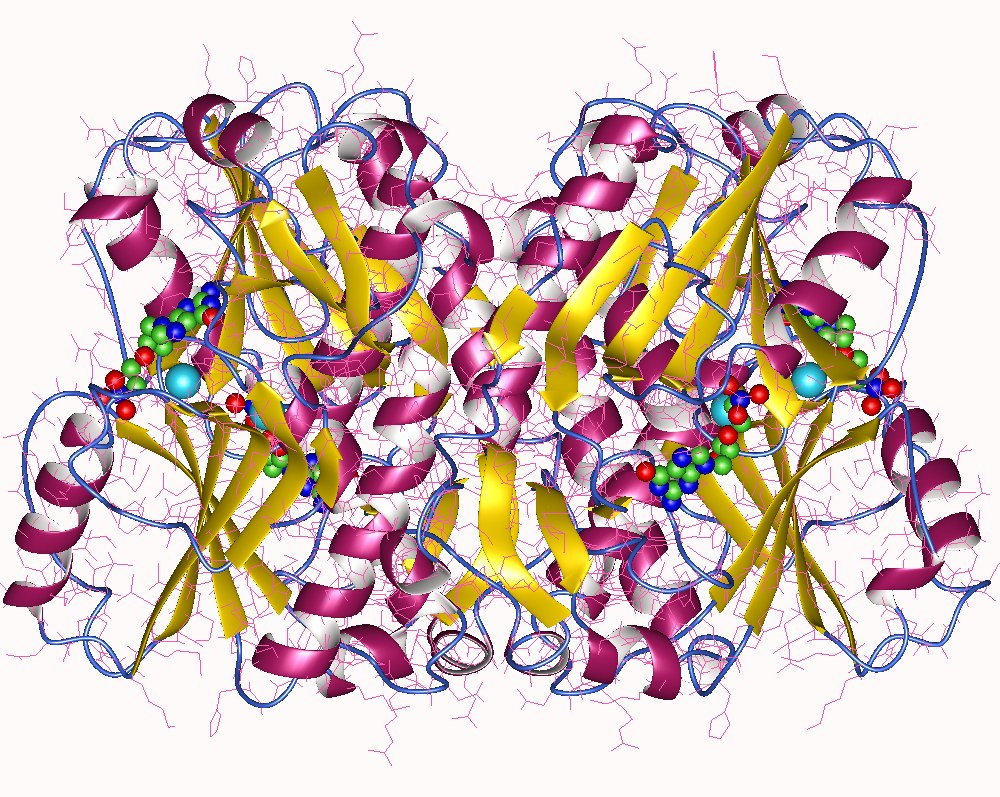
Ipoxantina-guanina fosforibosil transferasi tetramer, Human.

(HGPRT) è un enzima codificato negli esseri umani dal gene HPRT1.
L'HGPRT è una transferasi che catalizza la conversione dell'ipoxantina in inosina monofosfato e della guanina in guanosina monofosfato. Questa reazione trasferisce il gruppo 5-fosforibosile dal 5-fosforibosil 1-pirofosfato alla purina. L'HGPRT gioca un ruolo centrale nella generazione di nucleotidi a base di purina tramite le vie di riciclo delle purine.
La funzione primaria della HGPRTasi è di recuperare le purine dal DNA degradato per reintrodurle nelle vie sintetiche puriniche. In questo ruolo, catalizza la reazione fra guanina e fosforibosil pirofosfato (PRPP) per formare guanosina monofosfato.

## Substrati ed inibitori
I modelli omologhi comparativi di questo enzima dell'agente patogeno della leishmaniosi viscerale suggeriscono che fra tutti i composti sequenziati computazionalmente, la pentamidina, il 1,3-dinitroadamantano, l'acyclovir e suoi analoghi abbiano affinità di legame più alte rispetto al vero substrato (guanosina monofosfato).

## Ruolo nelle malattie
Mutazioni nel gene conducono ad iperuricemia:
- Alcune persone hanno una parziale deficienza dell'HGPRT (fino al 20% in meno dell'attività dell'enzima) che causa alti livelli di acido urico nel sangue, il che conduce allo sviluppo di gotta artritica e alla formazione di calcoli di acido urico nel tratto urinario. Questa condizione è stata nominata sindrome di Kelley-Seegmiller.[4]
- La sindrome di Lesch-Nyhan è dovuta a mutazioni dell'HPRT che sfociano in un'attività enzimatica estremamente ineffettiva.[5]
- Alcune mutazioni sono state connesse alla gotta, il cui rischio è aumentato in caso di iperuricemia.

## Applicazioni sugli ibridomi
I linfociti B contengono questo enzima, che consente loro di sopravvivere una volta fusi con le cellule del mieloma cresciute sul mezzo HAT per produrre anticorpi monoclonali. Gli anticorpi sono prodotti da cellule chiamate ibridomi. Un ibridoma può essere considerato una cellula ibrida e viene prodotto iniettando uno specifico antigene in un topo, procurando la cellula producente l'anticorpo dalla milza del topo. Dopodiché la cellula viene fusa con una cellula immunitaria tumorale chiamata cellula del mieloma. La cellula ibrida, così prodotta, può essere clonata per realizzarne di ulteriori. Queste cellule figlie secerneranno il prodotto immunitario cellulare.
Il metodo di selezionare gli ibridoma richiede l'uso di terreni contenenti il mezzo HAT, composto da ipoxantina, amminopterina e timidina. L'amminopterina inibisce l'enzima diidrofolato reduttasi (DHFR), che è necessario nella sintesi de novo degli acidi nucleici. Così, la cellula è lasciata senza nessun'altra opzione che di utilizzare la via alternativa di riciclo e usare ipoxantina e timidina del terreno. Solo le cellule HGPRT+ sopravviveranno in presenza di amminopterina, che sono le cellule dell'ibridoma e del plasma. Le cellule plasmatiche eventualmente muoiono essendo linee cellulari mortali, così solo quelle dell'ibridoma sopravvivono. Le cellule ibride possono essere clonate per produrre cloni.